# Muckton
Muckton est un village et une ancienne paroisse civile du Lincolnshire, en Angleterre.